# Castelo da Cinderela

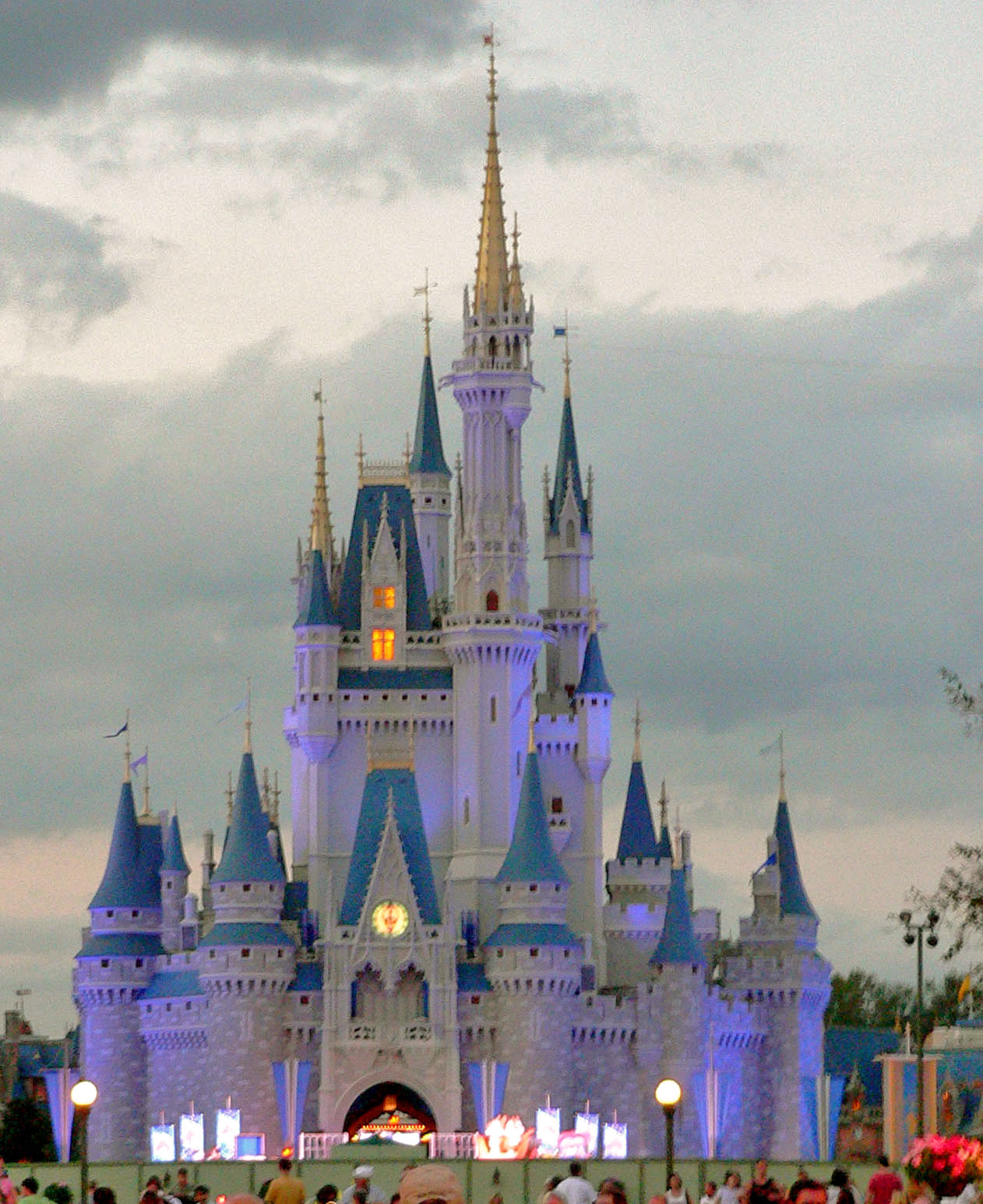
Castelo da Cinderela, no Walt Disney World, um dos maiores parques de diversão do mundo.

Castelo da Cinderela (em inglês:  Cinderella Castle) é um grande castelo, situado no coração do Magic Kingdom, no Walt Disney World Resort, localizado na cidade de Lake Buena Vista, próximo de Orlando, sul do estado da Flórida.

## Inspiração
O Castelo da Cinderela foi inspirado em outros castelos, mas principalmente, no Castelo de Neuschwanstein na Baviera, Alemanha que serviu de inspiração para Walt Disney quando concebeu o castelo para o filme de Cinderela, o clássico desenho animado.

## Construção
Esse Castelo da Cinderela foi concluído em julho de 1971, após cerca de 18 meses de construção, e tem cerca de 57,6 metros (189 pés) de altura - quase o dobro do tamanho do Castelo da Bela Adormecida na Disneylândia, em Anaheim, Califórnia, Estados Unidos. Um truque óptico faz com que o castelo pareça maior do que ele realmente é.
O Castelo da Cinderela, também é cercado por um fosso formado por cerca de 3,37 milhões de galões de água, no entanto, ao contrário do Castelo da Bela Adormecida na Disneylândia, esse Castelo não pode elevar sua ponte levadiça. No projeto original seria um total de 29 torres sobre o castelo, e cada uma estaria numerada. Mas as torres números 13 e 17 foram suprimidas antes da construção, pois se percebeu que não poderiam realmente ser vistas de qualquer lugar do parque, principalmente devido aos outros edifícios. A torre número 20 é a mais alta.
Inicialmente, foi construída uma suíte para Walt Disney e sua família, mas, Disney morreu antes de abrir o parque, e essa sua suíte foi transformada em um escritório. Existem três elevadores no interior do castelo. Um deles é só para convidados e vai transitar entre o mezanino do Cinderella's Royal, e o segundo andar do restaurante. O segundo restaurante é para uso do pessoal, e está localizada na torre número 2 à esquerda da entrada da ponte levadiça.

## O Magic Kingdom
Magic Kingdom ou Reino Mágico é um parque dos Estados Unidos que está localizado dentro do Walt Disney World.
Este parque foi inaugurado em 1971, é um parque aonde você irá observar a Magia e os personagens da Disney. Ele é dividido nas seguintes áreas: A Main Street USA fica bem na entrada e retrata uma cidade antiga do interior dos Estados Unidos. Nela se realizam as famosas paradas, desfiles e os shows de Fogo de artifícios.